# Aulonemia longiaristata
Aulonemia longiaristata là một loài cây thuộc họ Hoà thảo, Poaceae. 
Loài này chỉ có ở Ecuador.